# Бруклин 99
„Бруклин 9-9“ (на английски: Brooklyn Nine-Nine) е американски полицейски ситком, който дебютира на 17 септември 2013 г. по Фокс.
На 12 май 2016 г. сериалът е спрян след пет сезона по Фокс. Преместен е в NBC за шестия сезон.

## Актьорски състав
- Анди Самбърг – Джейк Пералта
- Стефани Беатрис – Роза Диас
- Тери Крус – Тери Джефърдс
- Мелиса Фумеро – Ейми Сантяго
- Джо Ло Трюлио – Чарлз Бойл
- Челси Перети – Джина Линети
- Андре Браугър – Реймънд Холт
- Дирк Блокър – Майкъл Хичкок
- Джоел Маккинън Милър – Норм Скъли

## „Бруклин 9-9“ в България
В България сериалът започва излъчване на 14 август 2017 по bTV Comedy. Дублажът е войсоувър в студио VMS. Ролите се озвучават от артистите Мими Йорданова, Елена Бойчева, Иван Велчев, Петър Върбанов и Петър Бонев.